# Nero Wolfe la paga cara
Nero Wolfe la paga cara (titolo originale The Final Deduction) è il ventiquattresimo romanzo giallo di Rex Stout con Nero Wolfe protagonista.

## Trama
La signora Vail informa Wolfe che intende pagare il mezzo milione di dollari richiestole dai rapitori del marito, ma vuole che l'investigatore si assicuri che Jimmy torni a casa sano e salvo. Wolfe sfida apertamente i rapitori per mezzo di un'inserzione sul giornale, e apparentemente lo stratagemma funziona, perché dopo il pagamento del riscatto Jimmy Vail viene rilasciato. Quasi contemporaneamente, però, arriva una telefonata dalla polizia di White Plains: la segretaria della signora Vail, Dinah Utley, è stata ritrovata assassinata nel luogo dove è avvenuto il pagamento del riscatto. Wolfe, che sospettava la segretaria di essere complice dei rapitori, rifiuta di farsi coinvolgere ulteriormente nella vicenda, ma è costretto a farlo quando anche Jimmy Vail muore in quello che potrebbe essere un incidente, ma che l'investigatore ritiene essere un secondo omicidio.

### Personaggi principali
- Nero Wolfe: investigatore privato
- Archie Goodwin: suo assistente
- Fritz Brenner: cuoco e maggiordomo
- Saul Panzer, Fred Durkin e Orrie Cather: investigatori privati
- Jimmy Vail: ex-attore
- Althea Vail: moglie di Jimmy
- Noel Tedder: figlio di Althea
- Margot Tedder: figlia di Althea
- Ralph Purcell: fratello di Althea
- Andrew Frost: legale della famiglia Tedder
- Dinah Utley: segretaria tuttofare
- Cramer: ispettore della Squadra Omicidi
- Dykes: capo degli agenti investigativi di Westchester

## Critica
"Archie non al suo meglio e non divertente, anche se otteniamo informazioni riguardo a sua madre, e Wolfe ha alcune buone repliche. Il rapimento e il riscatto, una volta tanto, sono trattati in maniera noiosa. [...] Nero è ingegnoso nell'incassare il suo onorario, Archie sottile oltre che utile, e l'Ispettore Cramer può sfogare la sua rabbia fuori dalla casa."
"The Final Deduction sembra un romanzo minore. La sua situazione e soluzione principale sono un cliché del romanzo giallo: erano già apparse nel racconto "The Gatweood Caper" del Continental Op di Dashiell Hammett (1924), per esempio. C'è un brillante mini-mistero nell'apertura (capitoli 1-2), che è la parte migliore del libro."

## Edizioni
- Rex Stout, Nero Wolfe la paga cara, traduzione di Laura Grimaldi, collana I Classici del Giallo (n. 980), Arnoldo Mondadori Editore, 2003,  p. 213.
- Rex Stout, Nero Wolfe la paga cara, collana Il Giallo Mondadori n.732, Arnoldo Mondadori Editore, 1963.